# Yasuhiro Harada
Yasuhiro Harada (né le 17 avril 1955) est un athlète japonais, spécialiste du sprint.

## Biographie
Il remporte les médailles d'or du 200 m et du relais 4 × 100 m lors des championnats d'Asie 1979, et s'adjuge par ailleurs deux médailles d'argent lors des Jeux asiatiques de 1978.

### Palmarès
| Date | Compétition         | Lieu    | Résultat | Épreuve   | Performance |
| ---- | ------------------- | ------- | -------- | --------- | ----------- |
| 1978 | Jeux asiatiques     | Bangkok | 2e       | 200 m     | 21 s 54     |
| 1978 | Jeux asiatiques     | Bangkok | 2e       | 4 × 100 m | 40 s 33     |
| 1979 | Championnats d'Asie | Tokyo   | 1er      | 200 m     | 21 s 34     |
| 1979 | Championnats d'Asie | Tokyo   | 1er      | 4 × 100 m | 39 s 70     |

### Records
| Épreuve | Performance | Lieu  | Date            |
| ------- | ----------- | ----- | --------------- |
| 200 m   | 21 s 06     | Tokyo | 15 octobre 1977 |